# ۹۶ (میلادی)
۹۶ (میلادی) نود و ششمین سال تقویم میلادی است.

## رویدادها
- دومیتیان (امپراتور روم) توسط بنده‌ای آزادشده کشته شد و سنای روم نروا را امپراتور اعلام کرد. دوران حکومت دودمان فلاویان خاتمه یافت و عصر پنج امپراتور خوب آغاز شد. نروا شهروندانی که توسط دومیتیان تبعید شده بودند، فراخواند و اختیارات سنا را که توسط دومیتیان غصب شده بود به آن بازگرداند.
- طاق تیتوس در رم کامل شد.
- انشعاب در آیین بودایی باعث ایجاد مذهب تازه‌ای به نام مهایانه در هند شد.

## درگذشتگان
- ۱۸ سپتامبر - دومیتیان، امپراتور روم
- استاتیوس (زاده ۴۵)، شاعر لاتین